# Гуревич, Семён Моисеевич
Семён Моисе́евич Гуре́вич (21 ноября 1920, Томск — 8 августа 2013, Москва) — советский и российский историк, педагог, журналист, главный редактор газеты «Московский университет». Доктор исторических наук (1977), профессор (1980).

## Биография
Родился 21 ноября 1920 года в Томске. До начала войны учился в Московском институте философии, литературы и истории. С августа 1941 года служил в качестве военного переводчика в
партизанском отряде в белорусских лесах, участвовал в боях, обрабатывал захваченные у немцев документы.
С 1946 года — студент филологического факультета МГУ. После его окончания (1948) был главным редактором газеты «Московский университет». Одним из журналистов газеты в тот период был Алексей Аджубей.
Защитил диссертацию на соискание учёной степени доктора исторических наук по теме «Карл Маркс и „Новая рейнская газета“» (1977).
С 1 апреля 1956 года — профессор факультета журналистики МГУ имени М. В. Ломоносова
Звание профессора (1980).
В последние годы жизни работал на кафедре теории и экономики СМИ, появившейся во многом благодаря его научным наработкам в области медиа-менеджмента.
Автор 18 статей, 37 книг, 1 патента и 1 учебный курса.
Скончался 8 августа 2013 года в Москве. Похоронен на Донском кладбище.

## Семья
Сын — Владимир Семёнович Гуревич (род. 1950) — советский и российский журналист, медиаменеджер, издатель. Главный редактор газет «Время МН» (1998—2000), «Время новостей» (2000—2010) и «Московские новости» (2011—2014). Главный редактор издательского дома «Время».

## Книги и научные труды
- «Номер газеты». М., 2002.
- «Карл Маркс — публицист». — М.: «Мысль», 1982.
- «Экономика средств массовой информации». — М.: Издательство им. Сабашниковых, 1999. — 255 с.
- «Карл Маркс и современная пресса». — М.: Издательство Московского университета, 2010. — 248 с.
- «Просто — жизнь». — М.: Факультет журналистики МГУ имени М. В. Ломоносова, 2010. — 144 с.